# Relations entre la France et la Hongrie
Les relations entre la France et la Hongrie sont des relations internationales s'exerçant au sein de l'Union européenne entre deux États membres de l'Union, la République française et la République de Hongrie. Elles sont structurées par deux ambassades, l'ambassade de France en Hongrie et l'ambassade de Hongrie en France.
Même si l'histoire contemporaine (Rideau de fer,Pacte de Varsovie) a longtemps mis la France et la Hongrie dans deux camps opposés, associant la Hongrie à une lointaine Europe de l'Est, la distance entre Paris et Budapest (1244km) est inférieure à la distance entre Budapest et Moscou (1569km).

## Histoire

### Moyen Âge

Armoiries de Charles Martel de Hongrie, sur lesquelles figure la fleur de lys.

Les relations entre la France et la Hongrie remontent au Moyen Âge. Les chevaliers français et hongrois combattirent côte-à-côte au cours des croisades et très souvent la Hongrie était sur la route des chevaliers français. Louis VII est le premier roi à être reçu à la cour de Hongrie. Sa sœur Marguerite épouse plus tard le roi Béla III. Celui-ci s'entoure ensuite de clercs français et envoie des clercs hongrois étudier en France. La Hongrie et la Provence partagèrent une certaine unité dynastique. En effet, la maison d'Anjou-Sicile disposait d'un rameau de Hongrie, éteint en 1399.

### De la Révolution française au Printemps des peuples (1789-1848)
La Hongrie resta loyale à l'Autriche pendant les guerres de la Révolution et l'épopée napoléonienne. Elle avait conservé son ancienne constitution aristocratique et guerrière et les Hongrois n'étaient pas enthousiasmés par le projet français. En 1805, la présence française dans le pays est courte car la bataille d'Austerlitz a lieu quelques jours après l'installation des troupes de Davout à Bratislava. En 1809, les Français restent un mois en Hongrie, de mai jusqu'à la bataille de Wagram.
Néanmoins, en 1848, la Hongrie se laissa conquérir par la ferveur révolutionnaire venue de Paris et se souleva au nom des idéaux nationalistes et révolutionnaires nés en France.
Durant la seconde moitié du XIXe siècle, les capitaux français ne sont pas absents des efforts de modernisation de l'Empire, efforts qui sont suivis par la presse parisienne. Après le compromis austro-hongrois de 1867 qui dresse le cadre d’un nouveau mode de gouvernement par lequel les régions autrichiennes et hongroises sont gouvernées par des Parlements et des Premiers ministres différents, la presse française est assez lucide, signalant le caractère déséquilibré de cet accord fondé sur l'hégémonie de deux nationalités minoritaires et pronostique une évolution vers un fédéralisme plus large et ainsi plus équilibré.

### Du compromis austro-hongrois à la Première Guerre Mondiale (1867-1918)
La politique de magyarisation qui a lieu dans le royaume de Hongrie à la fin du XIXème siècle choque les classes cultivées françaises. Le peuple hongrois, vu auparavant en France comme étant un exemple de peuple libre et révolutionnaire, devient considéré comme étant chauvin, brutal et arriéré. La Hongrie est même associée au militarisme prussien honni.

### Humiliation du Trianon et vengeance (1920-1941)

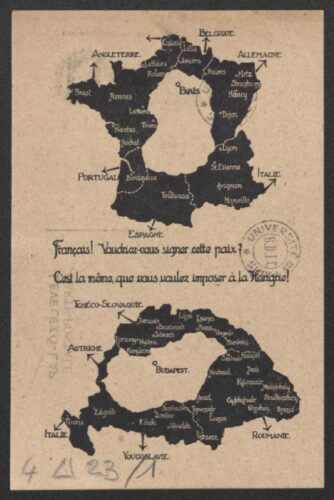
"Français! Voudriez-vous signer cette paix? C'est la même que celle que vous voulez imposer à la Hongrie"

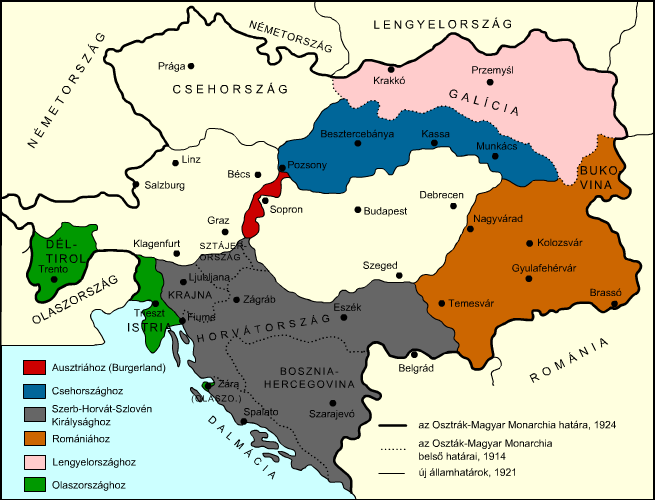
Carte sur lesquelles figurent, en couleur, les pertes hongroises au moment du Traité de Trianon.

Lors de la Première Guerre mondiale, la Hongrie et la France se combattent. La Hongrie est vaincue et son territoire est morcelé, partagé entre les différents pays membres de la Petite Entente, alliance pro-française en Europe centrale. Durant le congrès aboutissant au traité, des activistes hongrois avaient tenté de faire changer d'avis les dirigeants et l'opinion publique en faisant distribuer un tract représentant l'équivalent des pertes hongroises pour la France.
En 1941, la Hongrie entre en guerre aux côtés des puissances de l'Axe, après avoir bénéficié de nombreux élargissements territoriaux. La France ayant cependant déposé les armes en 1940, la Hongrie n'est pas officiellement en guerre contre elle. Elle sert donc de terre d'accueil à de nombreux prisonniers français s'étant échappés d'Allemagne. La diaspora hongroise étant dans les années trente forte de plusieurs dizaines de milliers de personnes en France, elle fournit plusieurs milliers de combattants à la Résistance. Les Hongrois représentent ainsi environ 5 % des étrangers engagés dans les FFI. 120 d'entre eux meurent lors de la Libération de Paris et cinq Hongrois seront nommés compagnons de la Libération.

### Guerre froide (1948-1989)
Si la Hongrie et la France sont dans deux blocs opposés, chacun des deux pays fait preuve d'ouverture. La Hongrie exprime son attachement aux idéaux du bloc de l'Ouest en 1956, et la France, par la voix du général de Gaulle, déploie sa diplomatie de l'autre côté du rideau de fer. Après 1956, la France accueille beaucoup d'exilés hongrois, comme des intellectuels (François Fejtő,Pierre Kende (hu),Thomas Schreiber) et aussi un certain nombre de futurs volontaires de la Légion étrangère.
En 1989, la Hongrie est le premier pays à quitter le bloc de l'Est et elle est accueillie par la France au sein du camp capitaliste.^

## Période contemporaine: de l'Union européenne à aujourd'hui

### Présidence de Nicolas Sarkozy
L'élection de Nicolas Sarkozy est un véritable évènement en Hongrie. Tous les médias y ont longuement évoqué la campagne de l'homme politique français, qui est d'origine hongroise.

### Échanges culturels et universitaires
La Hongrie et la France sont deux pays européens, peuplés à majorité par des catholiques et appartenant à l'Occident. Depuis 2004, la Hongrie est membre observateur de Organisation internationale de la francophonie, et la capitale hongroise accueille le lycée français de Budapest et un Institut français.

### Relations économiques
La France est un partenaire commercial important pour la Hongrie, et se classe dans ses dix premiers partenaires, investisseurs, fournisseurs et clients. Les entreprises françaises emploient près de 40 000 Hongrois.

### Coopération dans le domaine militaire
La France comme la Hongrie sont membres à part entière de l'OTAN.
La France et la Hongrie ont signé en 2008 un partenariat stratégique, et la France et la Hongrie interviennent ensemble en Afrique. La formation en langue française et l'accès aux technologies françaises sont des axes importants du partenariat.

### Tensions diplomatiques
En 2018, l'ambassadeur français Éric Fournier écrit une note diplomatique dans laquelle il fait l'éloge de Viktor Orban. La note est rendue publique et Emmanuel Macron critique vivement l'ambassadeur, dont les propos ne seraient pas conformes à la « position de la France ».